# Daniel Purvis
Daniel Scott Purvis (* 13. November 1990 in Liverpool) ist ein britischer Kunstturner. Er war Teil des britischen Turn-Teams, welches bei den Olympischen Spielen 2012 im Mannschaftswettbewerb eine Bronzemedaille erringen konnte.